# Jaakow Jicchak Dan Landau

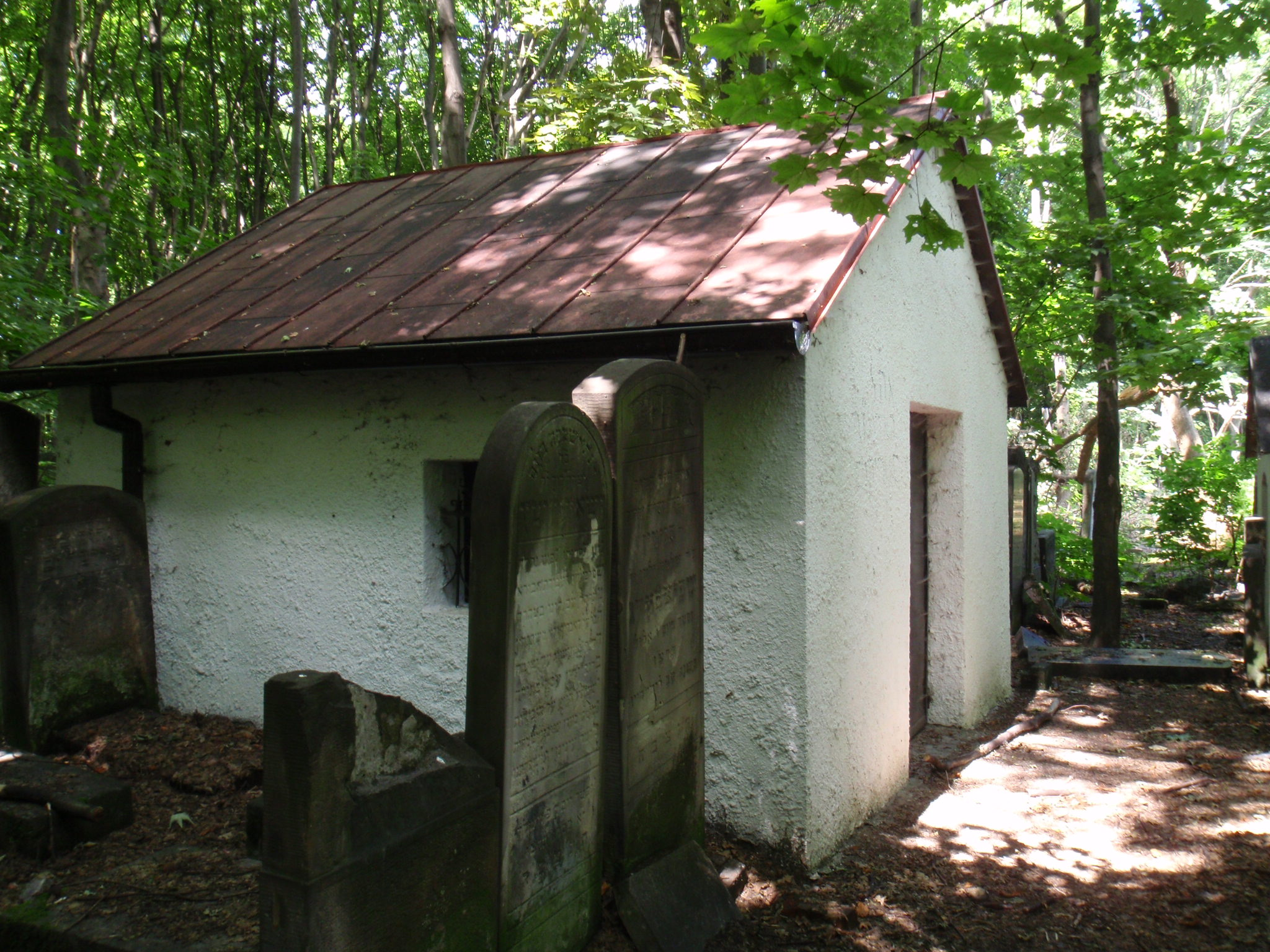
Ohel na cmentarzu żydowskim w Warszawie, w którym znajduje się symboliczny grób Jaakowa Jicchaka Dana Landaua

Jaakow Jicchak Dan Landau (ur. 1882, zm. 30 października 1943 w Warszawie lub w Treblince) – rabin chasydzki, cadyk ze Zgierza.

## Życiorys
Był wnukiem Dow Berisza z Białej, synem Elimelecha Menachema Mendla Landaua. Po jego śmierci, w 1936 roku został cadykiem w Zgierzu i w tym mieście założył jesziwę. Podczas II wojny światowej został przesiedlony do warszawskiego getta. Według różnych źródeł zmarł w getcie lub zginął w obozie zagłady w Treblince. 
Jego symboliczny grób znajduje się w ohelu jego ojca na cmentarzu żydowskim przy ul. Okopowej w Warszawie (kwatera 73).